# Portaceli, Tapilula
Portaceli är en ort i Mexiko.   Den ligger i kommunen Tapilula och delstaten Chiapas, i den sydöstra delen av landet, 700 km öster om huvudstaden Mexico City. Portaceli ligger 940 meter över havet och antalet invånare är 459.
Terrängen runt Portaceli är kuperad söderut, men norrut är den bergig. Runt Portaceli är det ganska tätbefolkat, med 86 invånare per kvadratkilometer. Närmaste större samhälle är Tapilula, 3,0 km väster om Portaceli. I omgivningarna runt Portaceli växer i huvudsak städsegrön lövskog.